# Plaza de Colón

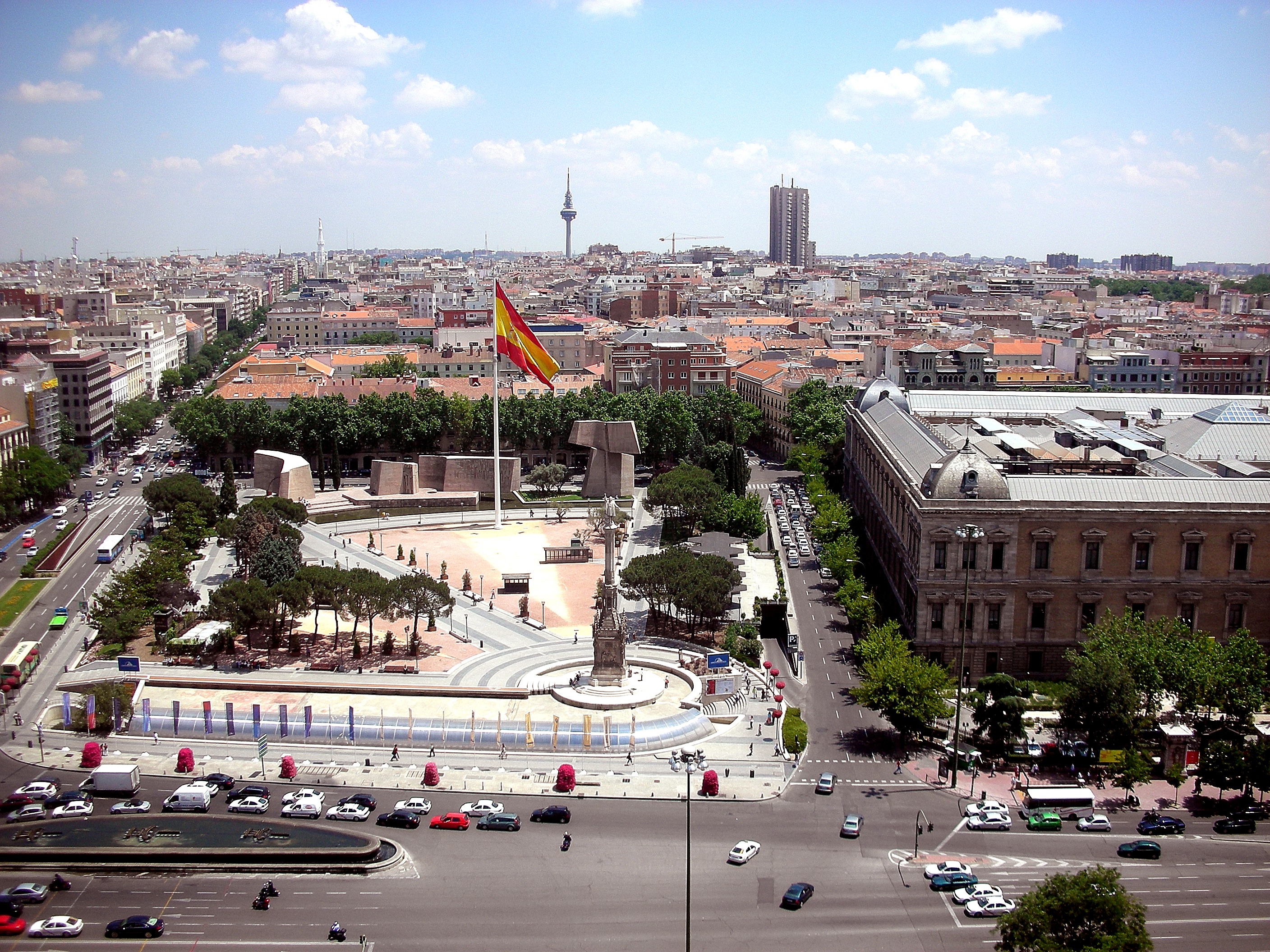
Plaza de Colón

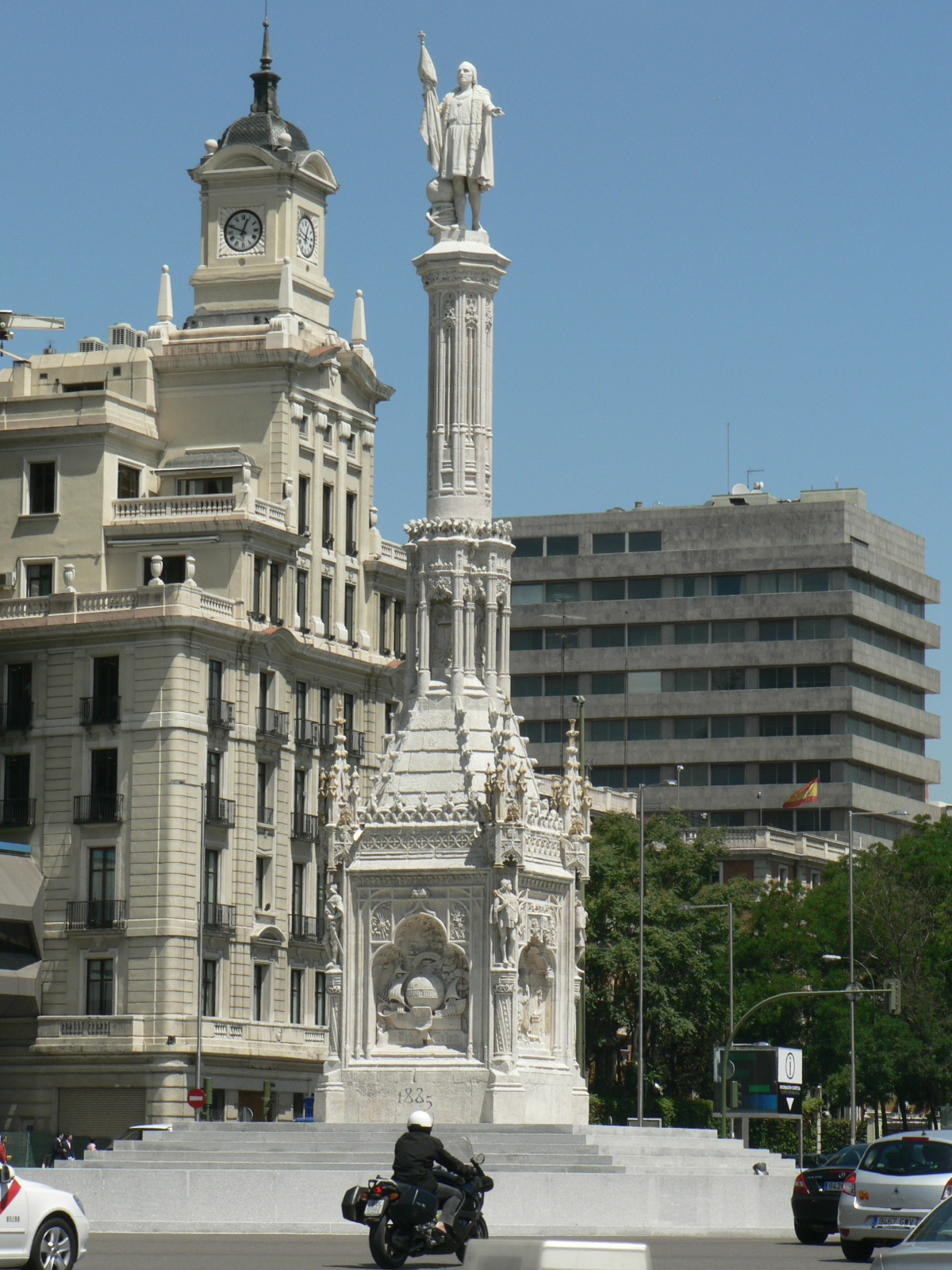
Het standbeeld van Cristoffel Columbus uit 1885 van Jerónimo Suñol op de Plaza de Colón

Het Plaza de Colón (plein van Columbus) is een centraal gelegen plein in de Spaanse hoofdstad Madrid. Het plein ligt op het grenspunt van de Madrileense wijken Chamberí, Centro en Salamanca. Het plein dat zijn huidige naam in 1893 kreeg, eert hiermee de ontdekkingsreiziger Cristoffel Columbus, Cristóbal Colón in Spaans. Voor die datum werd het plein de Plaza de Santiago genoemd.
Het plein ligt op de noord-zuid as gevormd door een bekende laan, de Paseo de la Castellana ten noorden van het plein, de Paseo de Recoletos ten zuiden van het plein. Op het plein kruisen die de Calle de Génova die in westelijke richting naar het historisch stadscentrum voert en de Calle de Goya die oostwaarts de stad uitgaat.
Aan de zuidoostelijke hoek van het plein ligt de Biblioteca Nacional de España, met hoofdingang gelegen aan het noordelijk einde van de Paseo de Recoletos. De voedselmarkt Platea Madrid ligt ook aan het plein aan de noordzijde grenzend aan de Calle de Goya. Aan de zuidwestzijde van het plein bevindt zich het Museo de Cera de Madrid, een wassenbeeldenmuseum, op de noordwestelijke hoek van het plein bevinden zich twee 116 m hoge kantoorgebouwen, de Torres de Colón.
Centraal op het plein, midden op een rondpunt, bevindt zich het monument voor Cristoffel Columbus, een neogotisch monument uit 1885 bestaande uit een standbeeld van Columbus bovenaan een zuil in een grote fontein. Het beeld is van de hand van Jerónimo Suñol. Een replica van dit beeld is nog steeds in het Central Park in New York aanwezig, het werd in 1892 door de New York Genealogical and Biographical Society gedoneerd ter nagedachtenis aan de vierhonderdste verjaardag van zijn aankomst op het Amerikaanse continent.
Het plein werd in 1970 gevoelig vergroot door de afbraak van de Antigua Casa de la Moneda, het voormalige gebouw van de Spaanse Nationale Munt die aan de oostzijde van het historisch plein was gelegen op de hoek van Paseo de Recoletos en de Calle de Goya. Deze bijkomend gecreëerde ruimte op het plein werd ingericht als een autovrije wandel- en groene zone, de Jardines del Descubrimiento. Met de Jardines del Descubrimiento, de tuinen van de ontdekking, wordt de ontdekking van Amerika herdacht.  Van 1973 tot 2009 werd ook het monument van Columbus tijdelijk naar dit park verplaatst om de heraanleg van het hele plein te faciliteren.  Pas in 2009 kreeg Columbus terug een plaats op zijn oorspronkelijke, centrale locatie.
Onder deze oostkant van het plein werd in de jaren zeventig ondergronds zowel een grote publieke parking met plaats voor 605 wagens gecreëerd als het Fernán Gómez Centro Cultural de la Villa de Madrid gebouwd, een cultureel centrum met 2.000 m² expositieruimte, een restaurant en twee theaterzalen, een voor zo'n 700 toeschouwers, een kleinere voor 150 toeschouwers. Het Teatro Fernán Gómez - Centro de Arte opende in 1977. Ook in die periode van heraanleg werden de Torres de Colón gebouwd, ingehuldigd in 1976.
Nadat de wolkenkrabbers, de parking en het cultureel centrum in afwerking waren, werd ook de bovengrondse aanleg en aankleding van het plein aangepakt. Bijkomende monumenten werden geplaatst, in 1975 in het noordwesten, voor de Torres de Colón, het bronzen beeld Herón, gemaakt door José Luis Sánchez, in 1977 langs de hele uiterste oostzijde van het vergrote plein, tussen plein en de achterliggende Calle de Serrano, het Monumento al Descubrimiento de América van de hand van Joaquín Vaquero Turcios. Dit monument is een set van drie betonnen macrosculpturen, respectievelijk "De Profetieën", "Genesis" en "De Ontdekking" genoemd, met reliëfs en inscripties. In 1993 volgde een fries getiteld Iris van Josep Maria Subirachs. Aan de zuidkant van de Jardines werd in 2014 een monument ter ere van Blas de Lezo geplaatst. De Lezo was een 18e-eeuwse generaal van de Spaanse marine, de Armada. Blas de Lezo werd vereeuwigd met een 7 meter hoog en 35 ton zwaar bronzen beeld van beeldhouwer Salvador Amaya, beeld waarop hij met houten been wordt voorgesteld. Het werd geplaatst op een voetstuk gemaakt van graniet uit Quintana de la Serena. 
Sinds de Día de la Raza, de Spaanse Nationale feestdag (Fiesta nacional de España) op 12 oktober 2001 hangt de grootste Spaanse vlag ter wereld (met afmetingen van 14 op 21 meter) aan een 50 m hoge vlaggenmast centraal in de Jardines del Descubrimiento. De oorspronkelijke vlag kostte 378.000 euro, de vlag werd in januari 2016 vernieuwd tegen een kostprijs van 400.000 euro.
In december 2018 werd nog een kunstwerk bijgeplaatst, een 12 meter hoog polyester vrouwenhoofd, Julia, van de hand van Jaume Plensa, geplaatst op het dak van het ondergrondse Centro Cultural. Dit beeld blijft alvast zeker tot eind 2022, een periode die verlengd kan worden.

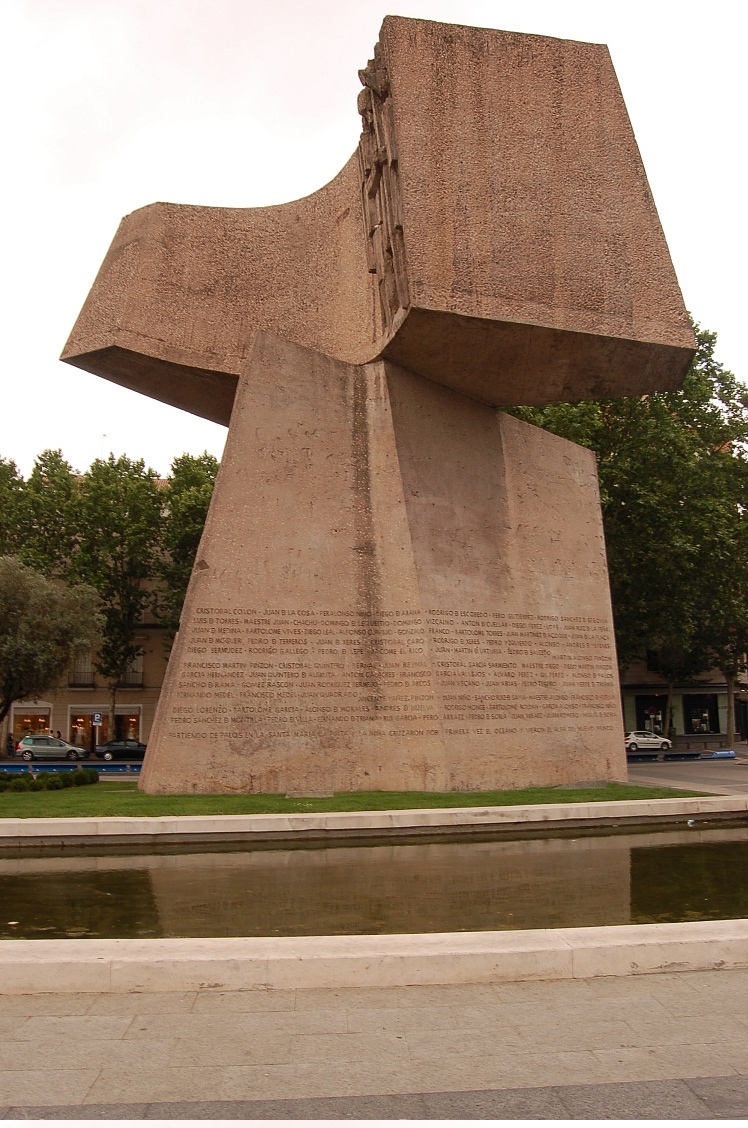
Monumento al Descubrimiento de América
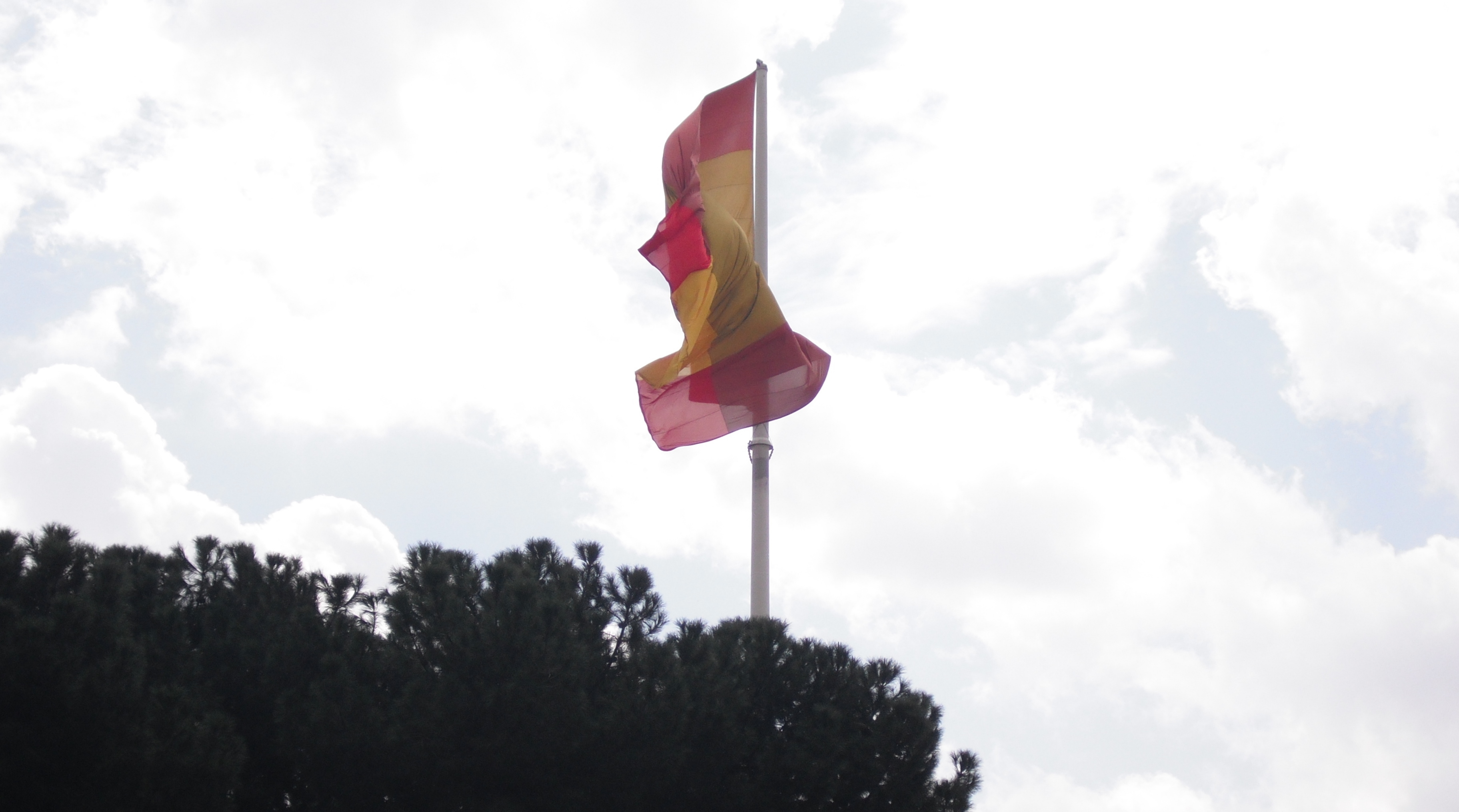
Spaanse vlag
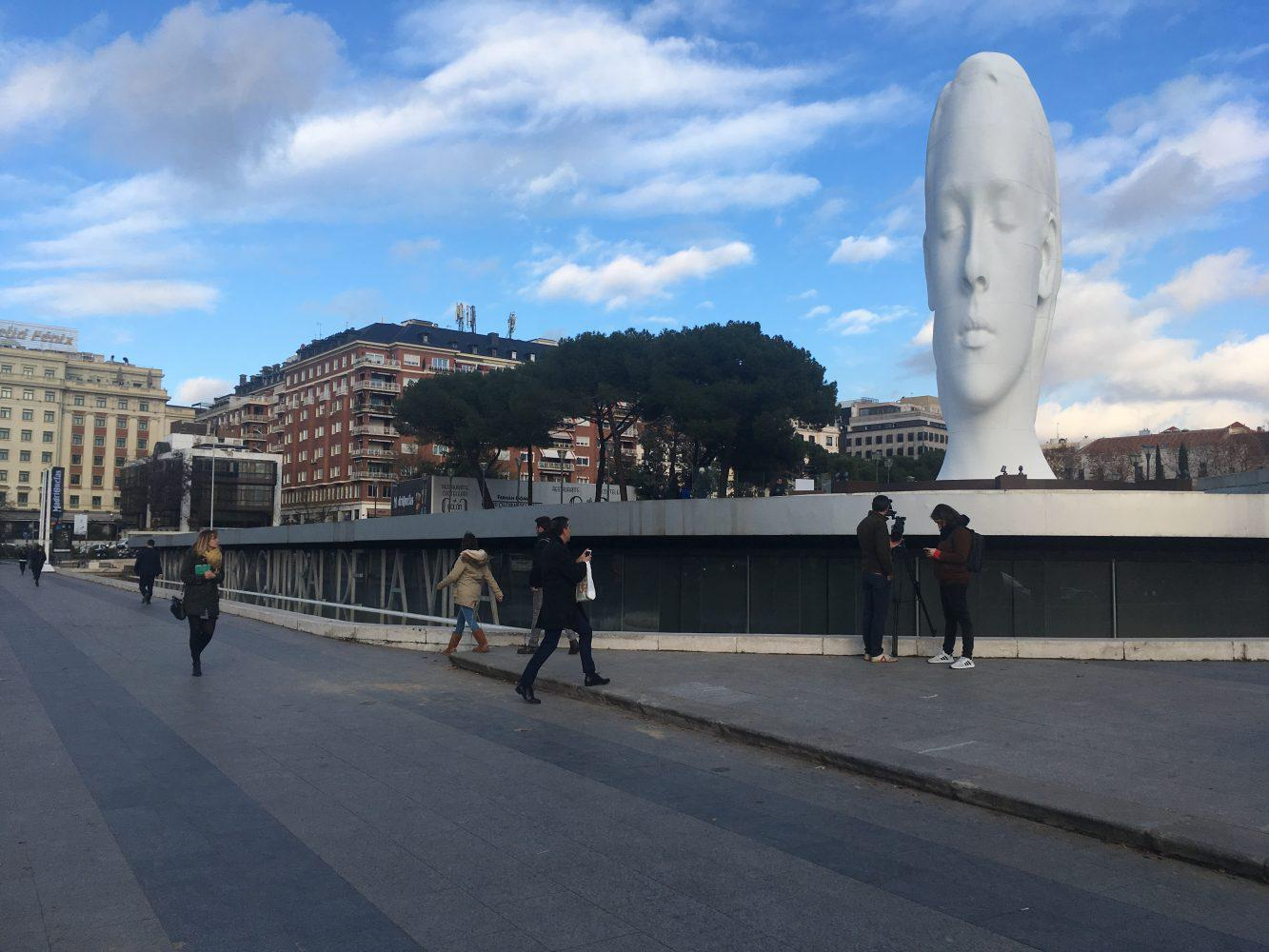
Julia van Jaume Plensa

## Transport
Op en rond het plein zijn bushaltes van meerdere stadslijnen. Het station wordt ook bereikt door het metrostation Colón, bediend door lijn 4 van de metro van Madrid. De toegang tot het metrostation dat bevindt zich niet op het plein zelf, maar in de eerste meters van de Calle de Génova.  Een halte voor het Museo de Cera de Madrid, een andere aan de overzijde van de straat, bij de Torres de Colón.